# أمیون
أمیون (به عربی: أمیون) شهری در استان شمالی لبنان کشور لبنان است که در سرشماری سال ۲۰۰۵ میلادی، ۱۴۲۸۸ نفر جمعیت داشته‌است.

## جستارهای وابسته

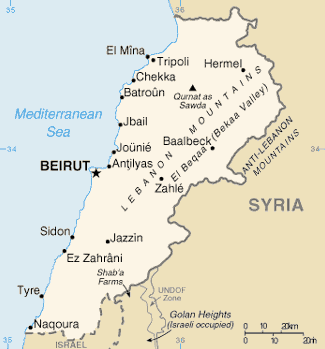
نقشهٔ لبنان